# 勒夫斯克 (阿肯色州)
勒夫斯克（英語：Levesque）是位於美國阿肯色州克羅斯縣的一個非建制地區。該地的面積和人口皆未知。

## 地理
勒夫斯克的座標為35°14′57″N 90°42′38″W / 35.24917°N 90.71056°W，而該地的平均海拔高度為70米（即230英尺）。